# Nguồn gốc châu Phi gần đây của người hiện đại

Sự phân tán liên tiếp của
Homo erectus (vàng),
Homo neanderthalensis (son) và
Homo sapiens (đỏ).

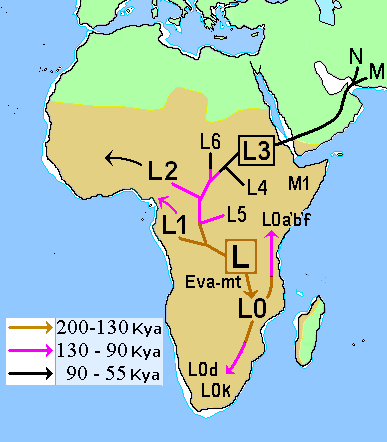
Bản đồ về sự đa dạng hóa ban đầu của loài người hiện đại, với nhóm haplogroup L2 vào Tây Phi.

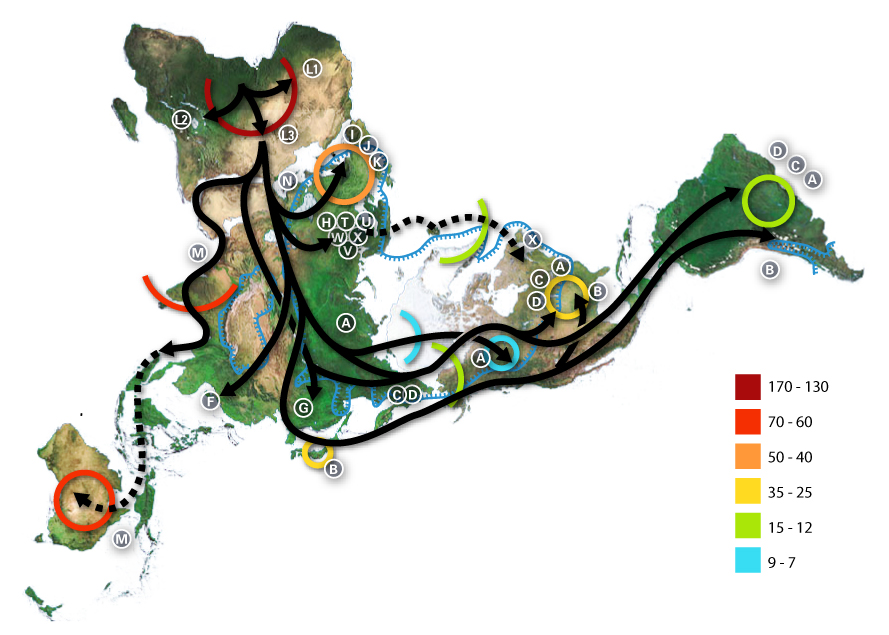
Bản đồ di cư của người hiện đại ra khỏi châu Phi, dựa trên DNA ty thể. Vòng màu biểu thị ngàn năm trước đây

Trong cổ nhân loại học, nguồn gốc châu Phi gần đây của người hiện đại, hay lý thuyết "từ châu Phi mà ra" (OOA, Out Of Africa)", là mô hình đề xuất cho rằng loài người hiện đại (Homo sapiens) được hình thành từ loài người đứng thẳng (Homo erectus) từ một khu vực duy nhất ở châu Phi, sau đó đã phát tán sang các châu lục khác, mà không phải là loài người hiện đại hình thành từ nhiều châu lục khác nhau cùng lúc, qua các dòng di cư thời tiền sử đã phát tán ra khắp thế giới như trước đó khẳng định.
Giả thuyết này còn gọi là nguồn gốc duy nhất gần đây (RSOH, recent single-origin hypothesis), hoặc cũng gọi là mô hình nguồn gốc châu Phi gần đây (RAO, recent African origin model). Giả thuyết đã được Charles Darwin suy đoán từ thế kỷ 19. Tuy nhiên đến cuối thế kỷ 20 dựa trên tiến bộ trong nghiên cứu hóa thạch và gen di truyền cùng với bắng chứng nhân học khác, đã trở thành hoàn chỉnh, và là học thuyết thịnh hành ở phương tây.

## Giả thuyết
Trên báo chí đại chúng giả thuyết này được gọi là "ra đi từ châu Phi", còn các chuyên gia trong lĩnh vực này gọi là "giả thuyết nguồn gốc duy nhất gần đây" (RSOH, recent single-origin hypothesis), hoặc cũng gọi là "mô hình nguồn gốc châu Phi gần đây" (RAO, recent African origin). Ban đầu khái niệm này là suy đoán, và trong những năm 1980 nó được chứng thực bởi các nghiên cứu di truyền mà hiện nay gọi là DNA ty thể, kết hợp với các bằng chứng dựa trên nhân loại học hình thể của các mẫu vật cổ xưa.
Các nghiên cứu di truyền và bằng chứng hóa thạch cho thấy người cổ đã tiến hóa thành người hiện đại về giải phẫu Homo sapiens duy nhất ở Đông Phi vào cỡ 200 đến 60 Ka BP (Kilo annum before present, ngàn năm trước). Các thành viên của một chi nhánh của Homo sapiens rời châu Phi những lúc nào đó vào giữa 125 và 60 Ka BP, và sau đó thay thế quần thể khác của Homo như người Neanderthal và Homo erectus. Thời kỳ sự di cư "ra khỏi châu Phi" thành công sớm nhất, tức người di cư đầu tiên với con cháu còn sống, được ước tính dựa trên di truyền ty thể là 60 Ka BP, nhưng mô hình này gần đây đã bị tranh cãi bởi cách mô phỏng dữ liệu DNA ty thể. Các phát hiện khảo cổ với các công cụ đá ở bán đảo Ả Rập cho ra niên đại 125 Ka BP, và khám phá răng của Homo sapiens ở Trung Quốc thì có niên đại ít nhất 80 Ka BP.
Thuyết nguồn gốc duy nhất gần đây của người hiện đại ở Đông Phi hiện chiếm vị trí nổi bật được thừa nhận trong cộng đồng khoa học . Có giả thuyết khác nhau về việc liệu có một hay nhiều cuộc di cư. Một số lượng ngày càng tăng các nhà nghiên cứu cho rằng "dài bị bỏ quên Bắc Phi" có thể đã được người hiện đại đầu tiên cư ngụ trước khi di chuyển ra khỏi châu Phi.
Giả thuyết cạnh tranh chủ yếu với thuyết một nguồn gốc, là thuyết "Nguồn gốc đa vùng của người hiện đại", trong đó coi rằng có một làn sóng Homo sapiens di cư trước đó từ châu Phi, và giao phối với các quần thể Homo erectus bản địa ở các vùng trên thế giới. Hầu hết phái nguồn gốc đa vùng vẫn xem châu Phi như là nguồn chính của sự đa dạng di truyền của con người, nhưng tính đến một vai trò lớn hơn của sự giao phối.
Các xét nghiệm di truyền trong thập kỷ qua đã tiết lộ rằng một số loài người cổ xưa đã bị tuyệt chủng có thể đã có lai giống với người hiện đại. Những nghiên cứu cho thấy loài này đã để lại dấu ấn di truyền của họ ở các vùng khác nhau trên toàn thế giới: gen người Neanderthal có trong tất cả mọi người ngoại trừ tiểu vùng Sahara châu Phi, gen Denisova Hominin có trong người ở châu Úc như người Melanesia, thổ dân Úc và một số người Negrito. Và cũng có thể có sự giao phối giữa người tiểu vùng Sahara châu Phi với một Hominin hiện-chưa-biết (as-yet-unknown), có thể là tàn dư của Homo heidelbergensis cổ xưa. Tuy nhiên tỷ lệ giao phối đã được tìm thấy là tương đối thấp (1-10%). Các nghiên cứu khác thì cho rằng gen Neanderthal, hoặc các DNA đánh dấu (genetic marker) của những người cổ xưa khác nhau, hiện diện trong người hiện đại có thể là do đặc điểm chung tổ tiên, do có nguồn gốc từ một tổ tiên chung hồi 500 đến 800 Ka BP.

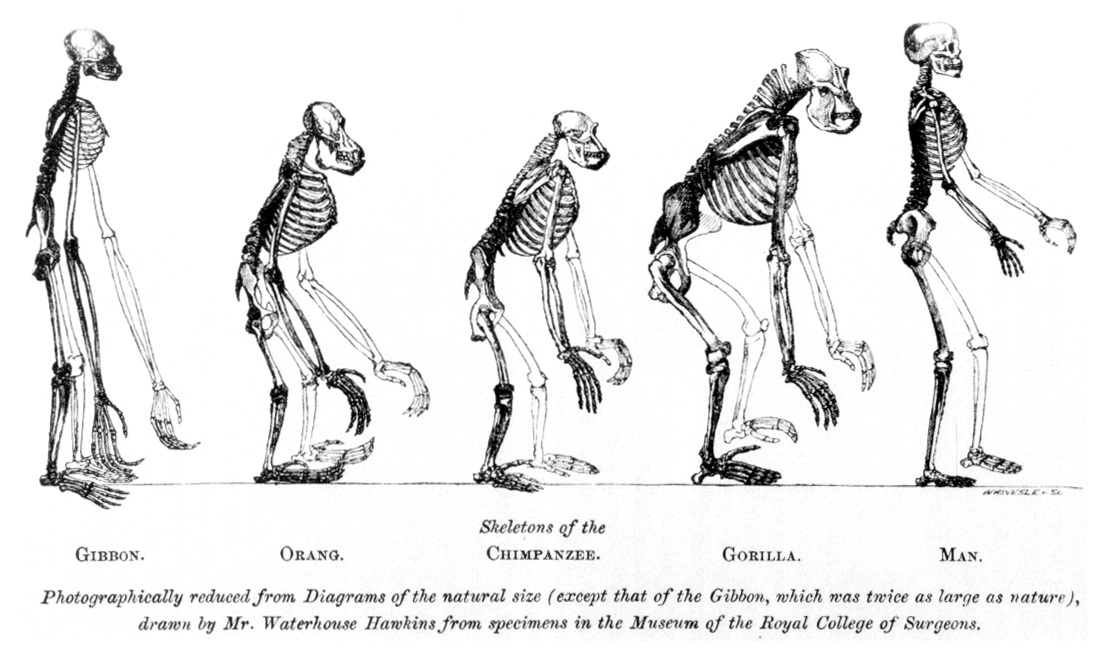
Biểu diễn Huxley trong cuốn Bằng chứng chỉ ra vị trí loài người trong tự nhiên (1863): Hình so sánh bộ xương từ vượn đến người.

## Lịch sử
Theo sự phát triển của nhân học trong những năm đầu thế kỷ 19, các học giả đã rất không nhất trí về các lý thuyết khác nhau của sự phát triển loài người.
Những người như Johann Friedrich Blumenbach và James Cowles Prichard cho rằng kể từ khi xuất hiện, các chủng tộc người khác nhau đã phát triển như các giống khác nhau chia sẻ gốc từ một người, hay phái monogenism (đơn gốc). Ngược lại, chẳng hạn như Louis Agassiz và Josiah C. Nott, phái polygenism (đa gốc), cho rằng các chủng tộc của con người đã phát triển riêng biệt của hoặc đã phát triển như là loài riêng biệt thông qua các biến đổi từ các loài vượn mà không có tổ tiên chung.
Charles Darwin là một trong những người đầu tiên đề xuất các gốc chung của các sinh vật sống, và ông là những người đầu tiên đề xuất rằng tất cả mọi người có tổ tiên chung sống tại châu Phi. Darwin lần đầu tiên đề nghị giả thuyết "Out of Africa" sau khi nghiên cứu hành vi của vượn châu Phi, một trong số đó đã được trưng bày tại vườn thú London. Nhà giải phẫu học Thomas Henry Huxley cũng hỗ trợ cho giả thuyết này, và cho rằng loài vượn châu Phi có một mối quan hệ tiến hóa gần gũi với con người. Tuy nhiên nhà sinh vật học người Đức Ernst Haeckel phản đối quan điểm này, và là người đề xuất của lý thuyết "Out of Asia" (từ châu Á ra). Haeckel cho rằng con người có liên quan chặt chẽ hơn với các loài linh trưởng ở khu vực Đông Nam Á và bác bỏ giả thuyết "từ châu Phi ra" của Darwin.
Dự đoán của Darwin là sâu sắc, bởi vì vào năm 1871 hầu như chưa có bất kỳ hóa thạch người cổ đại được phát hiện. Gần năm mươi năm sau, dự đoán Darwin đã được hỗ trợ khi các nhà nhân chủng học bắt đầu tìm được rất nhiều hóa thạch của vượn nhân hình cổ có bộ não nhỏ ở một số khu vực của châu Phi (Xem: Danh sách các hóa thạch tiến hóa của con người).
Các cuộc tranh luận trong nhân học đã diễn ra vào giữa thế kỷ 20. Những người ủng hộ cô lập của polygenism còn tiếp diễn vào giữa thế kỷ 20, như Carleton S. Coon, người đưa ra giả thuyết vào cuối năm 1962 rằng Homo sapiens xuất hiện năm lần từ Homo erectus tại năm địa điểm. Tuy nhiên thuyết "nguồn gốc châu Phi gần đây" của con người hiện đại, biểu thị "nguồn gốc duy nhất" (monogenism) và đã được sử dụng trong các bối cảnh khác nhau như là một phản đề đối với thuyết polygenism.